# ساندور كليجاين
ساندور كليجاين (بالإنجليزية: Sandor Clegane) هو شخصية خيالية في سلسلة روايات الخيال الفنتازيا الملحميّة أغنية الجليد والنار للمؤلف الأمريكي جورج آر. آر مارتن، وفي المسلسل التلفزيوني صراع العروش.
تم تقديم ساندور في لعبة العروش عام 1996، وهو الأخ الأصغر للسير جريجور كليجاين من الممالك السبع الخيالية في ويستروس. يعمل ساندور كحارس شخصي للملك جوفري باراثيون. ظهر لاحقًا في صدام الملوك (1998)، وعاصفة السيوف (2000)، ووليمة للغربان (2005). مثل أخيه، يُعتبر ساندور واحدًا من أقوى وأشرس المقاتلين في الممالك السبع. وجهه مليء بالحروق المروعة التي تعرض لها عندما كان طفلاً عندما دفع أخوه وجهه في موقد؛ منذ ذلك الحين، احتفظ بخوف شديد من النار، بالإضافة إلى كراهية شديدة لأخيه. بينما بدا في البداية وحشي ومصيري، إلا أنه أثبت لاحقًا أنه أكثر شرفًا وتعاطفًا ورحمة، خاصة من خلال علاقاته مع سانزا وآريا ستارك.
لعب الممثل الاسكتلندي روري ماكان دور ساندور في المسلسل التلفزيوني المقتبس عن الرواية الذي أنتجته شبكة إتش بي أو. كما يروي ماكان أيضًا قصة الرسوم المتحركة «التاريخ والتراث» (بالإنجليزية: History and Lore) لآل كليجاين، المتوفرة في المواد الإضافية على إصدارات البلو راي.